# Wilson Drake Mabry
Wilson Drake Mabry (Iowa City, 20 januari 1950) is een Amerikaans componist, muziekpedagoog, hoboïst, kunstschilder en improvisatiekunstenaar.

## Levensloop
Mabry studeerde aan de Juilliard School of Music en aan de Manhattan School of Music in New York bij onder anderen Harold Gomberg (hobo) en behaalde zijn Bachelor of Arts in 1971. Verder studeerde hij aan de Rice Universiteit in Houston en behaalde aldaar zijn Master of Music in compositie. Zijn studies voltooide hij aan de Universiteit van Californië - San Diego en promoveerde in 1983 tot Ph.D. (Philosophiæ Doctor) in compositie met zijn Symfonie nr. 1. Zijn compositiedocenten waren Will Ogdon, Paul Cooper, Krzysztof Penderecki en John Cage.
In 1971 begon hij met zijn carrière als hoboïst in diverse orkesten in de Verenigde Staten, Canada en het Verenigd Koninkrijk. In 1975 ontwikkelde hij zijn interesse in jazzmuziek en speelde saxofoon, dwarsfluit en klarinet in de bigband van het Aspen Music Festival in Aspen alsook in zijn eigen kwintet. Vanaf 1978 focusseerde hij zich op compositie en improvisatie. Samen met zijn vrouw, Catherine Schneider, werkt hij in het improvisatie ensemble Concergences, waar hij zijn eigen bamboeklarinet (sopranino tot contrabas), maar ook een single reed hobo, een houten saxofoon, de serpent en de darbuka bespeelt.
Als docent werkte hij aan de Rice Universiteit in Houston en het Dartmouth College in Hanover. Hij vertrok in 1988 naar Frankrijk en werkt sindsdien aldaar. Hij woont in Quinçay. Als docent is hij verbonden aan de Universiteit van Straatsburg, de Universiteit van Rennes II en de Universiteit van Poitiers. Hij was van 1999 tot 2006 directeur van de door de Franse regering gesubsidieerde Centre étud Sup Musique Et Danse "Cefedem" in Poitiers. Verder is hij lid van de commissie van de Franse regering voor de bevordering van de toekomst van het hoger onderwijs in Europa.
Als componist schreef hij meer dan 100 werken voor verschillende genres. Hij kreeg opdrachten vanuit de Verenigde Staten, Israël, Azië en diverse Europese staten. In 1995 heeft de omroeporganisatie Radio France een vijfdelige serie met zijn composities en improvisaties uitgezonden. In 1996 werd hij onderscheiden met de "Bourse de la Création" van het Conseil Général des Vosges. Hij is lid van het American Composers Forum.

## Composities

### Werken voor orkest
- 1976 Laudate Dominum, voor strijkorkest
- 1977 Overture, voor schoolorkest
- 1977 Prelude, voor groot orkest
- 1977 Peripeteia, voor groot orkest
- 1978 Aspen p.m., voor kamerorkest
- 1983 Symfonie nr. 1, voor sopraansaxofoon, tom tom, gemengd koor en orkest - tekst: Vergilius Aeneïs, in het Engels vertaald door Alexander Blachly
- 1989 12.15.89, concert voor sopraansaxofoon en kamerorkest
- 1995 Au Moment..., voor improvisatie duet en kamerorkest
- 1996 Cinq pièces, voor groot orkest
- 1997 l'Après-Midi, voor strijkorkest
- 2003 Silent Durations VIII - Lamentations, voor orkest
- 2003 Lamentations - uit "Silent durations VIII", voor strijkorkest
- 2004 Silent Durations XIV, voor sopraansaxofoon en strijkorkest
- 2007 Concerto for Kientzy, voor bassaxofoon en strijkorkest
- 2007 Silent Durations XXII, voor bassaxofoon en strijkorkest

### Werken voor harmonie- of fanfareorkest of brassband
- 1980 Elegy, voor harmonieorkest - ook in een versie voor brassband
- 1991 Arange, voor trombone en harmonieorkest - première: 12 juni 1992 door Pascal Renou, trombone en de Harmonie Municipale d'Arnage o.l.v. Francis Rouillard
- 1992 Nantes, voor tuba en harmonieorkest - première: 10 juni 1992 door Michel Godard, tuba en l'Union Philharmonique de Nantes o.l.v. Frédéric Oster
- 1992 Voyage, voor harmonieorkest - première: 31 oktober 1992 door Orchestre d’Harmonie du Stage ASSECARM o.l.v. Yves Cohen
- 1996 Aria, voor baritonhobo (solo) en groot hobo-/fagotensemble en slagwerk
- 1996 A Piacere, voor tuba (solo) of een ander solist, groot koperensemble en slagwerk
- 1996 Recitative, voor groot hobo-/fagotensemble en slagwerk
- 1997 Anould à Nous, voor vijf kinderkoren en fanfareorkest
- 1997 Un Jour ou l'Autre, voor groot hobo-/fagotensemble en slagwerk
- 1997 St. Nazaire-Atlantique, voor harmonieorkest
- 2000 Trois Tableaux, voor harmonieorkest - première: 20 mei 2000 door Orchestre d’Harmonie de la Ville de Dunkerque

### Werken voor bigband of jazzensemble
- 1989 C.S., voor jazzensemble
- 1989 M, voor jazzensemble en computer
- 1997 Seven plus, voor bigband

### Muziektheater

#### Opera's
| Voltooid in | titel                                   | aktes | première                                            | libretto |
| ----------- | --------------------------------------- | ----- | --------------------------------------------------- | -------- |
| 2000        | Cyberchatche en Méga Hertz, kinderopera |       | 15 juni 2001, Nantes, Conservatoire de Nantes (CNR) |          |

#### Toneelmuziek
- 1977 Musicale, voor 8 acteurs/actrices en een instrumentaal solist

### Vocale muziek

#### Werken voor koor
- 1994 Nous Sommes Là, voor kinderkoor, 2 trompetten, hoorn en trombone - tekst: van de componist
- 1997 Anould à Nous - zie werken voor harmonie- of fanfareorkest

#### Liederen
- 1980 Four Preludes by T.S. Eliot, voor sopraan (of tenor) en piano
- 1982 Until the Spring, voor sopraan en barokhobo
- 1995 Et l'unique cordeau des trompettes marines, voor tenor en piano - tekst: Guillaume Apollinaire
- 1996 Soleil Luisant, voor zangstem, contrabasklarinet, cello, accordeon, piano en slagwerk - tekst: Karel van Orléans
- 1998 Quatre tanka, voor sopraan en serpent (of een ander laag instrument) - tekst: van de componist
  1. Dans la nuit
  2. À midi
  3. Le printemps
  4. Dans le village
- 2001 Paris Encounter, voor sopraan, klarinet, cello en harp - tekst: van de componist
- 2002 Pebbles, debris, voor sopraan en piano - tekst: Jim Dening
- 2003 Le Cerisier, voor sopraan en piano - tekst: Jim Dening
- 2007 Detuned/Stillness, voor sopraan en piano - tekst: Jim Dening
- 2007 Silent Durations XXIII, voor sopraan, cello en piano - tekst: van de componist

### Kamermuziek
- 1977 Quartet, voor dwarsfluit, hobo, cello en klavecimbel
- 1977 Strijkkwartet nr. 2
- 1977 King’s Weather, voor basklarinet, piano en slagwerk
- 1978 Prelude and Fugue, voor saxofoonkwartet
- 1978 Kwintet, voor vijf contrabassen
- 1978 Spirals, voor dwarsfluit, klarinet, viool, altviool en cello
- 1979 Last Assignment, voor kamerensemble
- 1980 Lament for Astralabe, voor hobo
- 1980 Staying Together, voor kamerensemble
- 1977 Intermission, voor contrabas en bandrecorder
- 1982 Five Haiku, voor dwarsfluit, klarinet, altviool en cello
- 1983 3.8.83 - The Black Wall, voor kamerensemble
- 1983 11.10.83, voor klarinet
- 1985 5.8.85, voor kamerensemble (piccolo, trombone, slagwerk, altviool en cello)
- 1985 9.28.85, voor tenor- of bastrombone
- 1986 rev.1996 6.15.86, voor barokhobo
- 1988 7.20.88, voor saxofoonkwartet
- 1989 9.3.89, duet voor piano en marimba
- 1990 Strijkkwartet nr. 3
- 1990 3.28.90, duet voor tuba's
- 1993 Ceremony 1, voor sopraansaxofoon (of hobo)
- 1993 Cinq haiku, voor klarinet en piano 
  1. Morning haze/Basho
  2. The swallow/otsuyu
  3. Stillness/Chora
  4. The beggar/Kikaku
  5. Setting sun/Buson
- 1994 Aléa, voor klarinet, cello, slagwerk en piano
- 1995 Duo, voor tuba en klavecimbel
- 1996 16 solos for sight-reading, voor blazers, slagwerk, gitaar en toetseninstrument
- 1996 Concerto d'Automne, voor trombone, blaaskwintet en strijkkwintet
- 1996 Trois nocturnes - La Brière, voor dwarsfluit, klarinet, viool, cello en gitaar
- 1996 Cristal, voor contrabassaxofoon en vier altsaxofoons
- 1997 14 solos for sight-reading, voor blazers, slagwerk, gitaar en toetseninstrument
- 1997 Variance, voor klarinetkwintet
- 1997 Ghost Tango, voor dwarsfluit en gitaar
- 1998 Frozen Moments (Moments Glacés), voor dwarsfluit, fagot en piano
- 1999 CFMI 99, voor ensemble
- 1999 Saxissimo, voor saxofoonensemble (3 sopraansaxofoons, 3 altsaxofoons, 3 tenorsaxofoons en 3 baritonsaxofoons)
- 2000 Minimal mist IV, voor vier cello's
- 2000 Minimal mist VI, voor acht cello's
- 2001 Aléatorica, voor ensemble
- 2001 Four portraits, voor klarinet, bamboeklarinet of -fluit en piano
- 2001 Negyesy’s Gallery, voor twee violen
- 2002 Sonatas and Interludes - in memory of John Cage
  1. Sonata I voor een geprepareerd pianist
  2. Interlude 1 (Friendship Inn) voor fluitensemble
  3. Interlude 2 (Drum Battle) voor slagwerkensemble
  4. Interlude 3 (Hymn) voor saxofoonensemble
  5. Sonata II (Cage's Canon) voor gemengd ensemble
  6. Interlude 4 (Variations without a theme) voor elke samenstelling van vijf instrumenten
  7. Interlude 5 (Conversations and Dialogue) voor twee koren
  8. Interlude 6 (Trumpet Tango) voor koperensemble
  9. Sonata III voor een niet geprepareerde pianist
- 2002 Timbral Timbres, voor acht cello's
- 2003 Sound Silences, voor acht cello's
- 2003 Prelude, voor contrabas
- 2003 Le Printemps, voor groot ensemble
- 2003 Silent Durations II, voor dwarsfluit, klarinet, viool, cello en gitaar
- 2003 Silent Durations IIa, voor blaaskwintet
- 2003 Silent Durations III, voor twee violen
- 2003 Silent Durations VI, voor drie cello's - gebaseerd op Suite nr. 2 for cello solo van Johann Sebastian Bach
- 2003 Silent Durations VIa, voor drie gitaren
- 2003 Silent Durations VIb, voor drie trombones
- 2003 Silent Durations VIc, voor drie cello's en drie gitaren
- 2003 Silent Durations VId, voor drie cello's en drie trombones
- 2003 Silent Durations VIe, voor drie gitaren en drie trombones
- 2003 Silent Durations VIf, voor drie cello's, drie gitaren en drie trombones
- 2003 Silent Durations VII, voor altsaxofoon en piano
- 2004 Silent Durations XII, voor twee contrabassen
- 2004 Silent Durations XIII, voor groot ensemble
- 2004 Silent Durations XVI, voor open instrumentatie
- 2005 Silent Durations XVII, voor cello en piano
- 2006 Silent Durations XIX, voor tenor- en baritonsaxofoon
- 2007 Silent Durations XX, voor sopraansaxofoon, altviool en piano
- 2007 Silent Durations XXI, voor cello
- 2008 Duet, voor fagot en piano
- 2011 Silent Durations XXXIX - (Nocturne), voor drie basblokfluiten
- 2012 Silent Durations XLVI, voor basblokfluit

### Werken voor orgel
- 1995 Twilight

### Werken voor piano
- 1977 Five preludes
- 1977 Ragtime
- 1979 Suite
- 1989 9.3.89a
- 1990 1.3.90
- 1991 Suite
- 1993 Ombres
- 1993 Stillness
- 1994 Gamelan, voor piano achthandig
- 1995 Three Bizarre Blues
- 1999 Cinq Préludes, voor piano vierhandig
- 2000 Minimal mist
- 2001 Piano zoo, voor piano solo en piano zeshandig
- 2001 For Michel Decoust
- 2002 Eric's Puzzle Canon
- 2002 Ogdoniana
- 2002 Piano Graphics
- 2003 Silent Durations I
- 2003 Silent Durations IV, voor twee piano's
- 2003 Silent Durations IX, voor viool en piano
- 2003 Silent Durations X, voor piano vierhandig
- 2004 Silent Durations XV - tango - opgedragen aan François Rossé
- 2007 15 Meditations
- 2007 6 Meditations

### Werken voor klavecimbel
- 2004 Silent Durations XI  "night shades"

### Werken voor beiaard
- 1980 Variations for van Eyck

### Werken voor harp
- 2005 Silent Durations XVIII

### Werken voor slagwerk (percussie)
- 1990 3.27.90, voor vibrafoon
- 1994 Ceremony II, voor vibrafoon
- 2002 Drumissimo, voor slagwerkkwartet
- 2003 Silent Durations V, voor drumstel
- 2004 Silent Durations Va, voor slagwerktrio

### Elektroakoestische werken
- 1982 Collector’s Choice, voor bandrecorder